# Serpouhi Dussap
Serpouhi Dussap (en arménien Սրբուհի Տիւսաբ), née en 1840, morte en 1901, est une féministe et femme de lettres arménienne. C'est aussi la première romancière arménienne connue.

## Biographie
Son nom de naissance est Serpouhi Vahanian. Elle est née dans le quartier Ortaköy, à Constantinople dans une famille arménienne catholique, une famille aisée dont le mode de vie est assez significatif de celui des familles levantines ottomanes les plus favorisées, très proches des us et coutumes de la société occidentale. Serpouhi est la sœur de l'homme politique arménien Hovhannes Vahanian.
La jeune Serpouhi reçoit une éducation française, et montre dans sa jeunesse peu d'intérêt pour la langue arménienne, bien que sa mère, Nazlie Vahanian, soit active et milite pour la création d'écoles arméniennes, notamment l'école Tebrotzassère, mettant à profit les ouvertures de la période dite de Tanzimat. Vers l'âge de 20 ans, toutefois, sa rencontre avec le poète arménien Meguerdich Beshiktashlian la conduit à s'intéresser vivement à toute la culture arménienne. Ses premières tentatives d'écritures sont en arménien classique. Sa relation avec Meguerdich Beshiktashlian, de douze ans son aîné, reste platonique et est interrompue par la mort de ce dernier en 1868.

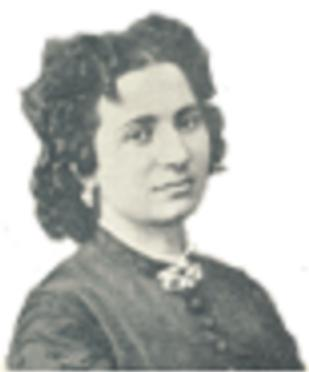

En 1869 ou 1870, elle se marie avec un musicien français, Paul Dussap, chef de l'orchestre impérial ottoman. Elle crée un salon de style européen où les intellectuels éminents, des libéraux, des écrivains et des militants se réunissent pour discuter des questions sociales et politiques, de la littérature et de la poésie. Elle est active dans les organisations philanthropiques et caritatives qui favorisent le soutien et l'éducation des femmes,.
Ses voyages en Europe la mettent en contact avec Juliette Adam, et les musiciens Charles Gounod et Ambroise Thomas. Son œuvre reflète les tendances européennes du moment. La lecture de Victor Hugo et de George Sand se ressentent dans son style littéraire. Sa philosophie est imprégnée de celle de Germaine de Staël. Elle a surtout écrit dans le style romantique.
Serpouhi Dussap a deux enfants, Dorine et Edgar. Dorine décède à 18 ans en 1891. Cette mort la touche profondément et crée un état dépressif qui brise sa passion pour l'écriture, et qui la conduit même à consulter à Paris le neurologue Charcot.

## Son œuvre
C'est la première romancière arménienne connue. Elle est la première écrivaine arménienne qui soit à l'origine d'écrits que l'on qualifierait aujourd'hui de féministes. En 1883, elle publie le premier roman d'une femme arménienne, Mayda, qui traite du thème du statut inégal des femmes. Elle évoque la subordination des femmes, y compris dans les milieux plus défavorisés, où la situation lui semble quelquefois proche du servage. Elle est également sensible à l'accès plus difficile à l'éducation, et au manque d'indépendance financière, et évoquent ces différents thèmes dans les romans Siranush en 1884, et Araksia, or The Governess, en 1887. Ses idées provoquent des polémiques dans les milieux conservateurs et divisent également les milieux intellectuels. Elle provoque ainsi le ressentiment de certains intellectuels arméniens de premier plan, tels que Krikor Zohrab, mais est estimée par les plus progressistes,.
Si ses premières productions sont en arménien classique, elle adopte à partir de 1880 l'usage de l'arménien vernaculaire, l'achkharabar.

## Postérité
Dussap est aujourd'hui considérée comme un pionnière dans la lutte contre l'inégalité des femmes et la nécessité de l'éducation des femmes. Elle a été une source d'inspiration pour d'autres femmes arméniennes, telle Zabel Essayan.